# Dependens személyiségzavar
A dependens személyiségzavar (dependent personality disorder, DSD) a szorongásos személyiségzavarok csoportjába sorolható személyiségzavar. A DSM-IV meghatározása szerint a DSD legfőbb jellemzője a pervazív és túlzott gondoskodásra való igény, ami behódoló és függő viselkedéshez, valamint az elválástól való félelemhez vezet. A dependens személyiségzavar jellemzően kora felnőttkorban jelentkezik, megjelenésének kontextusa változatos lehet.

## A DSD története
A dependens személyiségzavart először 1980-ban írták le önálló személyiségzavarként, korábban a passzív-agresszív személyiségzavar egy altípusaként szerepelt a DSM rendszerekben.

## A DSD jellemzői
A dependens személyiségzavar fő jellemzője a másoktól való túlzott függőség, az önálló döntésképesség hiánya. Ez a személy társas kapcsolataira, szexuális egészségére és szakmai teljesítményére egyaránt kihathat.
Fontos a személy számára mások gyakori tanácsa és megerősítése, enélkül a mindennapi élet során képtelenek lehetnek döntéseket hozni.
A dependens személyiség gyakran zárkózott, hajlamos egy erős személyiség befolyása alá kerülni, függő kapcsolata elvesztésekor depresszióssá válhat. Stressztűrő képessége extrém alacsony. Önértékelése erősen negatív, hajlamos az önvádlásra.
Gyakran megjelenik az egyedülléttől való irreális félelem. A dependens személyiségzavar biológiai háttere, valamint a kialakulásában szerepet játszó környezeti tényezők még nem tisztázottak, az azonban egyértelmű, hogy összefüggést mutat számos egyéb pszichológiai rendellenességgel (pl. depresszió, szorongás).
A felnőtt amerikai lakosság ~0,49%-át érinti, megjelenésének kockázata nőknél szignifikánsan magasabb.
A dependens személyiségzavarban szenvedők jellemzően jól reagálnak pszichoterápiára, általában együttműködőek, azonban kialakulhat a terapeuta személye iránti függőség. Különösen hasznos lehet csoportterápia alkalmazása.